# Maison Maigray
La maison Maigray est un immeuble classé datant de 1743 situé dans la ville de Verviers en Belgique (province de Liège).

## Localisation
Cette maison est située dans le centre historique de Verviers, aux nos 50/52 de la rue des Raines, une ancienne artère de la rive gauche de la Vesdre possédant plusieurs immeubles classés.

## Historique
La demeure a été construite en 1743 pour la famille Maigray qui en est la première propriétaire. Cette famille fait aussi  construire la même année la maison Vivroux, un autre immeuble situé dans la même rue (au no 17). Au cours du XXe siècle, le rez-de-chaussée a été modifié en créant deux vitrines commerciales et une seconde porte d'entrée sur la troisième travée. L'immeuble est depuis lors scindé en deux maisons d'habitation.

## Description
La façade possède quatre travées et trois niveaux et demi (deux étages et demi). Le soubassement est réalisé en pierre calcaire ornée de panneaux sculptés. Le reste de la façade est élevé en brique avec encadrements en pierre calcaire. Les baies sont de hauteur dégressive par étage. L'originalité de la façade vient de l'emploi de linteaux formés d'accolades ondulantes avec clé passante arrondie bordée d'une moulure.